# Be-12飛艇
Be-12飛艇是Be-6飛艇的後繼，同樣出自蘇聯別里耶夫設計局，1956年開始研製直至1962年試飛成功，隨後裝備蘇聯海軍航空隊作為海上巡邏機和反潛機

## 基本資料
- 機長: 30.11米
- 翼展: 29.84米
- 機高: 7.94米
- 翼面積: 99平方米
- 空重: 24,000公斤
- 載重: 29,500公斤
- 發動機: 2部渦輪軸發動機(5,180匹馬力)
- 最快時速: 530公里/小時
- 航程: 3,300公里
- 昇限: 8,000米
- 武裝:2支23毫米口徑防衛機炮+1,500公斤魚雷和炸彈
- 乘員:4人

## 設計特點

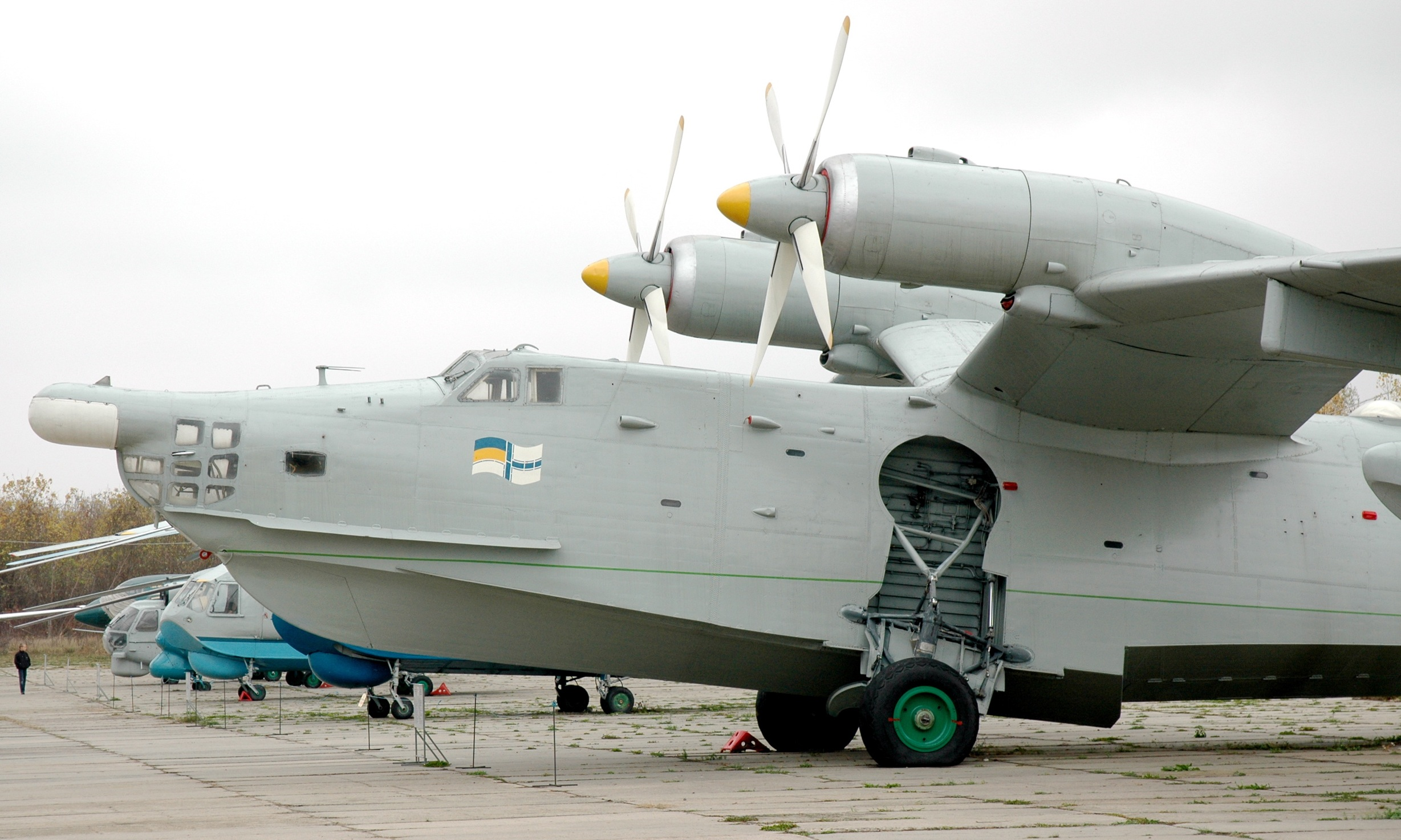
Be-12前機身特寫

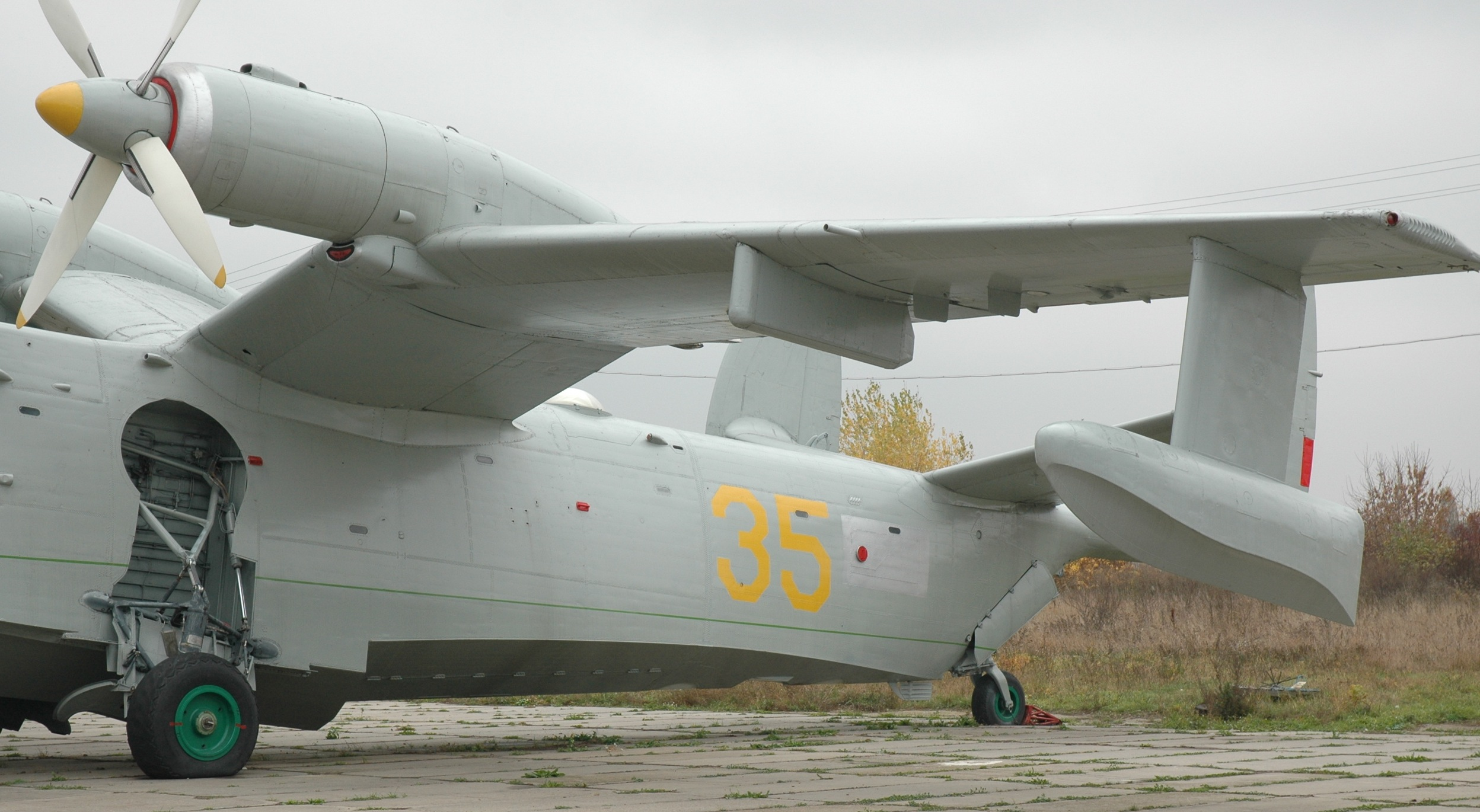
Be-12後機身特寫

Be-12沿用Be-6的海鷗翼，翼端有浮舟，機身也是船形，內有10個水密隔艙，機內備有救生艇，機頭有小丑鼻形雷達罩，駕駛艙在其後方，正副駕駛皆坐在彈射椅之上，駕駛艙下有觀測窗的觀測艙，機尾有磁異探測器，起落架是可伸縮式

## 使用國家
- 埃及
- 叙利亚
- 越南
- 苏联

蘇聯解體後
- 俄羅斯
- 乌克兰